# Vague de froid de 2021 en Amérique du Nord
La vague de froid de 2021 en Amérique du Nord est un événement météorologique qui s'est déroulé en février 2021. De l'air arctique est descendu sur les Prairies canadiennes au début du mois, s'est propagé au centre des États-Unis en mi-février et a même atteint le nord du Mexique. Cette vague de froid d'une intensité remarquable a battu de nombreux records de températures et de chutes de neige.

## Évolution météorologique
Comme pour la plupart des vagues de froid, celle-ci est survenue lorsque le courant-jet arctique a migré vers le sud au début de février 2021, permettant à l'air extrêmement froid du vortex polaire de s'épancher vers le sud, atteignant d'abord les Prairies canadiennes, puis le Midwest et les Grandes Plaines aux États-Unis. Ce mouvement du courant-jet a probablement été causé par un réchauffement stratosphérique soudain (SSW) au début de janvier. Cependant, les effets de cet événement ne se sont pas matérialisés en Amérique du Nord jusqu'à ce que la configuration du flux atmosphérique ait commencé à devenir instable vers la fin du mois. Un front froid arctique a ensuite procédé à l'injection de l'air froid le 6 février.

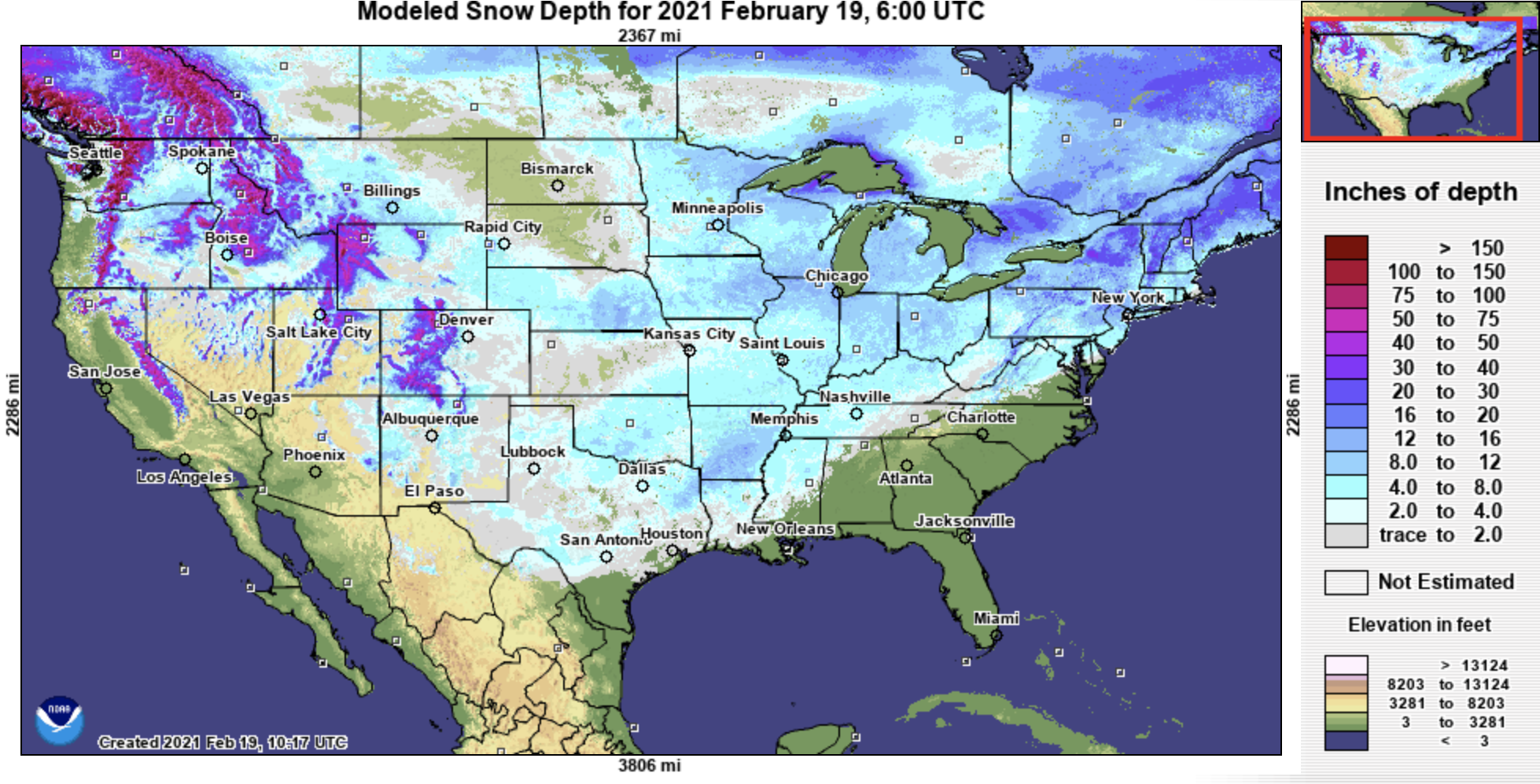
Couverture de neige au matin du 19 février en Amérique du nord.

Plusieurs villes ont enregistré la température la plus basse jamais relevée, en particulier dans le sud des États-Unis. Le territoire des États-Unis a aussi été recouvert de neige à hauteur de 73 %, ce qui n'était jamais arrivé depuis 2003, année du commencement de cette mesure. La neige est également tombée au sud du Texas et jusqu'à la frontière mexicaine, un événement jamais observé depuis 1949. Sur l'ensemble du territoire, on a pu noter des centaines de records de froid,,.

## Records

### Canada
Le 7 février, Uranium City, en Saskatchewan, a égalé sa température la plus froide de tous les temps de −48,9 °C enregistrée précédemment le 15 janvier 1974. Le même jour, la station météorologique de l'aéroport international d'Edmonton, en Alberta, a enregistré une température minimale de −43,6 °C avec deux creux consécutifs inférieurs à −40,0 °C. À Fort Chipewyan, situé à l'extrême nord-est de la province, le mercure a chuté à −47,3 °C et dans le sud-ouest de l'Alberta, la température a chuté de 27 degrés sous la moyenne.
À Winnipeg, au Manitoba, la température maximale n'a pas dépassé −20,0 °C pendant 9 jours consécutifs, la période la plus longue depuis 1996.

### États-Unis
Du nord au sud, les États-Unis ont connu des records de basses températures au cours du mois de février. Les villes de Billings (Montana) et Fargo (Dakota du Nord), près de la frontière canadienne, ont connu leur plus longue série de températures inférieures à −18 °C, respectivement depuis au moins 1983 et 1996,,. On a pu noter des records de −32,8 °C à Yankton dans le Dakota du Sud.
Un peu plus au sud, Des Moines (Iowa) a connu son sixième février le plus froid jamais enregistré avec une température moyenne de −9,3 °C. La ville a enregistré sa température la plus froide du mois le matin du 16 février, avec une température basse de −27 °C. Deux jours auparavant, un maximum record de −20 °C a été enregistré.
Le 16 février, Little Rock (Arkansas) a connu une température de −18,5 °C, qui était la plus froide depuis 1989. Des températures records ont aussi été enregistrées à Fayetteville (Arkansas) (−29 °C) et à Hastings (Nebraska) (−34 °C).
Le Texas a connu des températures de plus de 25 °C sous la moyenne, mettant à rude épreuve le réseau électrique de l'État, ce qui a conduit le Southwest Power Pool et le Electric Reliability Council of Texas à instituer tous deux des délestages de leurs réseaux. Des records vieux de plus d'un siècle ont été battus dans cet État et ceux environnants le 16 février,, :
- à Oklahoma City, la température de −25,6 °C fut celle la plus froide depuis 1899 et la deuxième plus froide jamais enregistré ;
- à Tulsa (Oklahoma), un record de −25 °C fut enregistré ;
- à Dallas, la température de −19 °C fut la plus froide depuis 1930 et la seconde plus froide jamais enregistrée ;
- à Houston, la température de −11 °C fut la plus froide depuis 1989 ;
- à San Antonio, la température de −11 °C fut la plus froide depuis 1989.

### Mexique
Le froid a même atteint le nord du Mexique. Dans la ville de Saltillo, les températures furent aussi basses que −4,5 °C le 16 février. C'était la température la plus froide rapportée dans la ville depuis une vague de froid en 2014.

### Europe
Parallèlement, en Europe une vague de froid d'intensité modérée a également sévi d'abord en Europe de l'ouest, puis plus à l'est. Il est tombé 25 cm de neige à Athènes le 16 février 2021. Le Royaume-Uni a connu sa nuit de février la plus froide depuis 1955, la température à Braemar, dans l'Aberdeenshire, étant tombée à −23,0 °C le 10 février, selon le Met Office britannique. Au cours des dix premiers jours de février, la température moyenne de l'air en Lettonie était de −8,8 °C, soit 5,0 °C sous la moyenne de 1981 à 2010. En Allemagne, au cours de la semaine du 8 février, la température est tombée en dessous de −20 °C à de nombreuses stations d'observation, battant des records mensuels, tandis que même les terres basses recevaient de fortes chutes de neige, selon le Deutscher Wetterdienst. Les canaux aux Pays-Bas ont gelé, un événement de plus en plus rare.

## Impact

### Canada
Au Canada, en plus d'apporter des températures record, le froid glacial a également donné lieu à la fermeture des écoles dans les Priaires, notamment à Winnipeg, Regina, Saskatoon et  Edmonton. Un homme de 21 ans est mort de froid près de Punnichy, en Saskatchewan selon la Gendarmerie Royale du Canada. Il a été retrouvé 24 heures après avoir été porté disparu à une courte distance de son domicile dans la Première nation George Gordon, située à environ 115 kilomètres au nord-est de Regina.

### États-Unis
L'événement climatique, qui a commencé le 14 février 2021 aux États-Unis et a atteint son apogée le 16 février 2021, a conduit à de nombreuses coupures d'électricité, particulièrement dans les États du Sud et notamment le Texas. L'équipement et le réseau électrique au Texas n'ayant pas été conçu pour les grands froids, ceci conduisit à des pannes d'électricité généralisées. En effet, lorsque l'électricité fut coupée, cela a désactivé certains compresseurs qui acheminent le gaz naturel dans les pipelines et résulta en pénurie dans les centrales électriques thermiques en rétroaction.
En raison du froid intense, le président des États-Unis Joe Biden a déclaré une situation d'urgence au Texas. Les gouvernements de l'Alabama, de l'Oregon, de l'Oklahoma, du Kansas, du Mississippi et du Kentucky ont également décrété une urgence. La Louisiane, la Virginie-Occidentale et l'Ohio ont également subi des dommages en raison de la vague.
De plus, des chutes de neige et de la pluie verglaçante ont précédé le froid. Plus de 100 millions de personnes sur 1,6 million de km2 étaient en avertissement de tempête hivernale, selon le National Weather Service. Le verglas a causé un carambolage géant sur une autoroute près de Dallas, faisant au moins six morts et des dizaines de blessés.
Les zones touchées par le froid ont aussi connu une vague d'incendies alors que les gens sans électricité ont fini par allumer des feux dans leur cheminée ou utiliser des radiateurs à charbon et à bois pour se réchauffer. En conséquence, les autorités ont rapporté au moins 3 décès à Houston par monoxyde de carbone (CO). Les pompiers ont eu du mal à éteindre le feu, car les conduites d'eau de nombreuses villes étaient complètement gelées. Selon un rapport de 1er avril, au moins 194 décès sont directement ou indirectement reliés à la vague de froid au Texas, dont au moins 100 cas d'hypothermie, 16 d'asphyxie et 22 lorsque des dispositifs médicaux sont tombés en panne sans électricité ou qui n'ont pas pu obtenir de soins vitaux en raison des conditions météorologiques. Selon le représentant d'État Rafael Anchia, c'est presque le double du nombre de morts recensés avec l'ouragan Harvey.

## Polémiques
Au Texas en particulier, le système énergétique est incapable de faire face à la crise, générant des coupures d'électricité et d'eau pour des centaines de milliers de foyers. Le raté gigantesque texan a suscité une vague d’indignation, certains élus pointant même un « État défaillant ». Le manque de préparation des autorités et le comportement de certains responsables politiques suscitent de vives critiques, concernant notamment le sénateur Ted Cruz, lequel a choisi de partir en vacances au Mexique. D'après le New York Times les racines de la crise sont politiques, dues à « une décennie de déréglementations et de réduction des coûts, d’une “indépendance” énergétique qui a laissé l’État à la merci des éléments ».